# ديفيد مارك
ديفيد مارك (بالإنجليزية: David Mark)‏ هو سياسي نيجيري، ولد في 18 أبريل 1948 في نيجيريا. حزبياً، نشط في حزب الشعب الديمقراطي وسياسة نيجيريا ‏. وقد انتخب Governor of Niger State ‏ (يناير 1984 – 1986) وانتخب عضو مجلس الشيوخ في نيجيريا.